# Lista de canções gravadas por Ludmilla
A seguir está a lista de composições da cantora e compositora brasileira Ludmilla. Em sete anos de carreira, ela possui cerca de quarenta músicas escritas por ela, seja sozinha ou em parceria com outras pessoas. 
| Canção                                   | Ano  | Álbum                                       | Artista(s)                                                                              | Composição com |
| ---------------------------------------- | ---- | ------------------------------------------- | --------------------------------------------------------------------------------------- | --- |
| "Fala Mal de Mim"                        | 2012 | Hoje                                        | Ludmilla                                                                                | MC Roba a Cena |
| "24 Horas por Dia"                       | 2012 | Hoje                                        | Ludmilla                                                                                | — |
| "Garota Recalcada"                       | 2013 | Hoje                                        | Ludmilla                                                                                | — |
| "Seu Tempo Acabou"                       | 2013 | Hoje                                        | Ludmilla                                                                                | — |
| "Sem Querer                              | 2014 | Hoje                                        | Ludmilla                                                                                | — |
| "Poder da Preta"                         | 2014 | Hoje                                        | Ludmilla                                                                                | — |
| "Amar Não é Oi"                          | 2014 | Hoje                                        | Ludmilla                                                                                | — |
| "Sou Eu"                                 | 2016 | A Danada Sou Eu                             | Ludmilla                                                                                | Jefferson Junior Umberto Tavares Mãozinha                                                                         |
| "Tá Tudo Errado"                         | 2016 | A Danada Sou Eu                             | Ludmilla                                                                                | — |
| "Nunca Me Verá Chorar"                   | 2016 | A Danada Sou Eu                             | Ludmilla                                                                                | — |
| "Caça e Caçador"                         | 2016 | A Danada Sou Eu                             | Ludmilla                                                                                | — |
| "Duas Doses de Saudade"                  | 2016 | A Danada Sou Eu                             | Ludmilla                                                                                | — |
| "Solta a Batida"                         | 2018 | Hello Mundo                                 | Ludmilla                                                                                | Tavares Júnior |
| "Din Din Din                             | 2018 | Hello Mundo                                 | Ludmilla                                                                                | MC Pupio MC Doguinha                                                                                              |
| "Jogando Sujo"                           | 2018 | Hello Mundo                                 | Ludmilla                                                                                | Taveres Júnior |
| "Cai de Boca"                            | 2018 | Não adicionado a nenhum álbum               | Rebecca                                                                                 | — |
| "Meu Ex"                                 | 2018 | Não adicionado a nenhum álbum               | Valesca Popozuda                                                                        | — |
| "Não Encosta"                            | 2018 | Hello Mundo                                 | Ludmilla                                                                                | — |
| "Vai Embora"                             | 2018 | Não Para Não                                | Pabllo Vittar                                                                           | Brabo Music Team                                                                                                  |
| "Não Vou Parar"[carece de fontes?]       | 2018 | Não adicionado a nenhum álbum               | Funtastic                                                                               | — |
| "Vem Amor"                               | 2018 | Não adicionado a nenhum álbum               | Mazzoni                                                                                 | — |
| "Clichê"                                 | 2018 | Não adicionado a nenhum álbum               | Ludmilla                                                                                | Tavares Júnior |
| "Eu Vou Passar"                          | 2019 | Não adicionado a nenhum álbum               | Mazzoni                                                                                 | — |
| "Onda Diferente"                         | 2019 | Kisses                                      | Anitta Ludmilla Snoop Dogg                                                              | Snoop Dogg |
| "A Boba Fui Eu"                          | 2019 | Hello Mundo                                 | Ludmilla                                                                                | Tavares Júnior |
| "Vai e Volta"                            | 2019 | Hello Mundo                                 | Ludmilla                                                                                | Tavares Júnior |
| "De Rolê"                                | 2019 | Hello Mundo                                 | Ludmilla                                                                                | Tavares Júnior |
| "Flash"                                  | 2019 | Hello Mundo                                 | Ludmilla                                                                                | Donato Verissimo Gleyce Degan Tavares Júnior                                                                      |
| "Tudo Porque Você Mentiu"                | 2019 | Hello Mundo                                 | Ludmilla                                                                                | — |
| "700 por Hora"                           | 2019 | Hello Mundo                                 | Ludmilla                                                                                | — |
| "Desde com Maldade, Sobe com Autoridade" | 2019 | Hello Mundo                                 | Ludmilla                                                                                | Nirvado Paz Rafinha Simaria Mendes                                                                                |
| "Invocada"                               | 2019 | Hello Mundo                                 | Ludmilla                                                                                | Tavares Júnior |
| "Malokera"                               | 2019 | Não adicionado a nenhum álbum               | MC Lan, Skrillex, TroyBoi                                                               | MC Lan Ty Dolla Sign TroyBoi                                                                                      |
| "Verdinha"                               | 2019 | Não adicionado a nenhum álbum               | Ludmilla                                                                                | — |
| "Sacanagenzinha"                         | 2020 |                                             | Harmonia do Samba                                                                       | — |
| "Pulando na Pipoca"                      | 2020 | Não adicionado a nenhum álbum               | Ludmilla, Ivete Sangalo                                                                 | — |
| "Amor Difícil"                           | 2020 | Numanice                                    | Ludmilla                                                                                | — |
| "Não É Por Maldade"                      | 2020 | Numanice                                    | Ludmilla                                                                                | — |
| "Cheiro Bom do seu Cabelo"               | 2020 | Numanice                                    | Ludmilla                                                                                | — |
| "Tô de Boa"                              | 2020 | Numanice                                    | Ludmilla                                                                                | — |
| "Sem Limites"                            | 2020 | Não adicionado a nenhum álbum               | WC no Beat, Ludmilla, Vitão                                                             | Tim Maia Vitão |
| "Cobra Venenosa"                         | 2020 | Não adicionado a nenhum álbum               | Ludmilla, DJ Will 22                                                                    | — |
| "Rainha da Favela"                       | 2020 | Não adicionado a nenhum álbum               | Ludmilla                                                                                | Augusto Cabrera                                                                                                   |
| "Poesia Acústica 10: Recomeçar"          | 2020 | Não adicionado a nenhum álbum               | Pineapple StormTV, MC Cabelinho, Orochi, JayA Luuck, PK, Black, Delacruz, BK', Ludmilla | MC Cabelinho Orochi JayA Luuck PK Black Delacruz BK'                                                              |
| "Pra te Machucar"                        | 2021 | Music is the Weapon (Reloaded)              | Major Lazer, Ludmilla, Suku Ward 21, Àttooxxá                                           | Suku Ward 21 Osmar Torres RDD Raoni Knalha Diplo Chibatinha                                                       |
| "Gato Siamês"                            | 2021 | Não adicionado a nenhum álbum               | Ludmilla, Xamã                                                                          | Xamã |
| "Apê 1001"                               | 2021 | Dono das Esquinas                           | Bin, Ludmilla                                                                           | Bin |
| "Socadona"                               | 2021 | Vilã                                        | Ludmilla, Mariah Angeliq, Topo La Maskara, Mr. Vegas                                    | Carolina Colón Juarbe Clifford Ray Smith Helder Vilas Boas Jefferson Junior Matheus Santos Mariah Angeliq Tavares |
| "Joga Duro"                              | 2021 | Não adicionado a nenhum álbum               | Alok, Ludmilla, Orochi                                                                  | Orochi Ohyes J-Son Declan Hoy Dan Faber Carl Bjorsell Alok                                                        |
| "Toma"                                   | 2022 | Não adicionado a nenhum álbum               | Ludmilla, Léo Santana                                                                   | Léo Santana |
| "Maldivas"                               | 2022 | Numanice 2                                  | Ludmilla                                                                                | — |
| "Meu Homem é Seu Homem"                  | 2022 | Numanice 2                                  | Ludmilla                                                                                | — |
| "Me Arrepender"                          | 2022 | Numanice 2                                  | Ludmilla                                                                                | Brunno Gabryel |
| "212"                                    | 2022 | Numanice 2                                  | Ludmilla                                                                                | Junior Tavares |
| "Cabelo Cacheado"                        | 2022 | Numanice 2                                  | Ludmilla                                                                                | — |
| "Maria Joana"                            | 2022 | Numanice 2                                  | Ludmilla                                                                                | — |
| "Quem é Você"                            | 2022 | Numanice 2                                  | Ludmilla                                                                                | Rafael Castilhol                                                                                                  |
| "Fora de Si"                             | 2022 | Numanice 2                                  | Ludmilla                                                                                | — |
| "Meu Desapego"                           | 2022 | Numanice 2                                  | Ludmilla                                                                                | Junior Tavares |
| "Eu Estive Aqui"                         | 2022 | Numanice 2                                  | Ludmilla                                                                                | Junior Tavares |
| "Café da Manhã"                          | 2022 | Doce 22                                     | Luísa Sonza, Ludmilla                                                                   | Luísa Sonza Caio Paiva Douglas Moda Hodari Luccas Carlos Victor Ferreira                                          |
| "Foi Comigo"                             | 2022 | Back to Be - EP                             | Ludmilla, DJ Will 22, Mousik                                                            | Needlz Andrew Bonsu Carl “Groove” Martin Donut Jeremih                                                            |
| "O Bruna"                                | 2022 | Back to Be - EP                             | Ludmilla, DJ 2F, Mousik                                                                 | — |
| "Ai Maria"                               | 2022 | Back to Be - EP                             | Ludmilla, DJ Will 22, Mousik                                                            | — |
| "Down, Down, Down"                       | 2022 | Back to Be - EP                             | Ludmilla, MC Don Juan, Mousik                                                           | Pierre Balian MC Don Juan Junior Tavares Nash Overstreet                                                          |
| "Tudinho"                                | 2022 | Back to Be - EP                             | Ludmilla, DJ 2F, Mousik                                                                 | — |
| "Putari4"                                | 2022 | Back to Be - EP                             | Ludmilla, Akon, Justin Love, Mousik                                                     | Balian Justin Love Hiro Oshima Junior iLL Wayno Akon Tavares                                                      |
| "Insônia"                                | 2022 | Numanice 2 (Ao Vivo)                        | Ludmilla, Marília Mendonça                                                              | Junior Tavares Robert Fornalinha                                                                                  |
| "Sinais de Fogo"                         | 2022 | Numanice 2 (Ao Vivo)                        | Ludmilla, Péricles                                                                      | Junior Tavares |
| "Tic Tac"                                | 2022 | Não adicionado a nenhum álbum               | Ludmilla, Sean Paul, Topo La Maskara                                                    | Sean Paul Tavares Topo La Maskara Junior Helder Vilas Boas Delroy Foster David Smiley                             |
| "Tanto Faz"                              | 2022 | Little Love                                 | MC Cabelinho, Ludmilla                                                                  | MC Cabelinho |
| "Sou Má"                                 | 2023 | Vilã                                        | Ludmilla, Tasha & Tracie, Ajaxx                                                         | Tasha Okereke Tracie Okereke Orochi                                                                               |
| "Nasci Pra Vencer"                       | 2023 | Vilã                                        | Ludmilla, Dallass                                                                       | — |
| "Solteiras Shake"                        | 2023 | Vilã                                        | Ludmilla, DJ Gabriel do Borel                                                           | Mars Sool Got Hits Tyson Joseph Kong Murda Beatz                                                                  |
| "Senta e Levanta"                        | 2023 | Vilã                                        | Ludmilla, Stefflon Don, Topo La Maskara                                                 | Helder Vilas Boas Topo La Maskara Stefflon Don                                                                    |
| "Malvadona"                              | 2023 | Vilã                                        | Ludmilla, Vulgo FK, Oruam                                                               | Vulgo FK Oruam |
| "Eu Só Sinto Raiva"                      | 2023 | Vilã                                        | Ludmilla, Ariel Donato                                                                  | Ariel Donato |
| "Brigas Demais"                          | 2023 | Vilã                                        | Ludmilla, Delacruz, Gaab                                                                | Ajaxx Delacruz Fabinho Rodrigues Gaab                                                                             |
| "5 Contra 1"                             | 2023 | Vilã                                        | Ludmilla, Dallass                                                                       | — |
| "Vem Por Cima"                           | 2023 | Vilã                                        | Ludmilla, Piso 21                                                                       | Rafael Castilhol David Escobar Lorduy Juan David Huertas Pablo Mejía                                              |
| "Sintomas de Prazer"                     | 2023 | Vilã                                        | Ludmilla                                                                                | Lukinhas Pablo Bispo Ajaxx Ariel Donato                                                                           |
| "Gostosa com Intensidade"                | 2023 | Vilã                                        | Ludmilla                                                                                | — |
| "Make Love"                              | 2023 | Vilã                                        | Ludmilla                                                                                | — |
| "Me Deixe Ir"                            | 2023 | Vilã                                        | Ludmilla                                                                                | Junior Tavares |
| "Todo Mundo Louco"                       | 2023 | Vilã                                        | Ludmilla, Capo Plaza, Tropkillaz, Ape Drums                                             | Ape Drums Capo Plaza Laudz Zegon                                                                                  |
| "No Se Ve"                               | 2023 | Não adicionado a nenhum álbum               | Emilia, Ludmilla, Zecca                                                                 | Emilia Zecca Duki                                                                                                 |
| "Vai Sentando"                           | 2023 | Fast X (Original Motion Picture Soundtrack) | Ludmilla, King Doudou, Skrillex, Duki                                                   | Skrillex King Doudou Duki Mohamed Echchatibi                                                                      |
| "Ritmo do Crime"                         | 2023 | Não adicionado a nenhum álbum               | Filipe Ret, Dalass, Ludmilla                                                            | Filipe Ret Dallas Maru 2D                                                                                         |
| "Arrebenta"                              | N/A  | Não adicionado a nenhum álbum               | Ludmilla, Cardi B                                                                       | Cardi B Rennan da Penha                                                                                           |